# Ordine al merito dello stato federale di Brandeburgo
L'ordine al merito dello stato federale di Brandeburgo è un ordine cavalleresco del Land tedesco di Brandeburgo.
È stato fondato il 10 luglio 2003 in occasione della festa della Costituzione.
Non può contare più di 300 insigniti in vita e di 30 nuovi insigniti all'anno. Attualmente è stato assegnato a 46 persone, di cui 13 donne.

## Insegne
- L'insegna, da portare al collo per gli uomini e al seno per le donne, è costituita da una croce maltese smaltata di rosso con bordo bianco recante al centro l'emblema del Land.
- Il nastro è bianco con due fasce rosse alle estremità.